# González Gil-Pazó GP-1
González Gil-Pazó GP-1 bylo jednomotorové, dvoumístné cvičné letadlo s otevřenými kokpity postavené ve Španělsku ve 30. letech 20. století. V soutěži o vládní zakázku v roce 1935 (v soutěži se též účastnily letouny Adaro 1.E.7 Chirta, Hispano-Suiza E-34 a Loring X) byl tento letoun vyhlášen vítězem (vítězná odměna 200 000 ptas) a vojenským letectvím (Aeronáutica Militar) byl vybrán jako základní školní letadlo pro výcvik pilotů. Výroba byla omezena španělskou občanskou válkou. Byly také postaveny letouny s variantním řešením kabiny, González Gil-Pazó GP-2 a GP-4.
V roce 1954 byla společnost Aeronáutica Industrial S.A. (AISA) převzata společností CASA.

## Vznik a vývoj
K využití motoru Walter Junior španělským letectvem se víže jedna historka s ing. Antonínem Kumperou, generálním ředitelem A.S. Walter, zveřejněná ing. Jiřím Perglem, poválečným konstruktérem pístových motorů v jinonickém Motorletu v 50.-60. letech (citováno přesně, jak je uvedeno ve zdroji): "Když se po čwesa vypadla španělská vláda (republikánksá, bylo to na počátku třicátých let) konkuzz na motor o 150 koních pro cvičná létedla. Byl Kumpera na plese Aeroklubu. Dostavil se posel, který přinesl naléhavou zprávu. Kumpera okamžitě telefonoval do fabriky a vydal příkazy. (Bylo to možné, protože nebližší spolupracovnici bydleli ve fabrice a mnoho klíčových pracovníků si postavilo nad fabrikou svoje vily – ano, vily a to i dělníci!). Dodali nu na nádraží motor v bedně, potřebnou dokumentaci, kufr s oblečením přivezl motér (automobilový závodník Knapp, za mne vedoucí montáže). Který jel sebou. Když Kumpera přijel, Říkal stálo to moc peněz, ale  máme to v kapce. Waltrovácký Major zvítězil v konkurzu i proti původnímu motoru, který se účastnil také." (A.D.C. Cirrus?, de Havilland Gipsy Major?)
Cílem následně vypsané soutěže o vládní zakázku bylo zadání objednávky na postavení 100 cvičných, sportovních letadel, která by nejlépe splňovala přísně stanovené podmínky. V podmínkách soutěže bylo stanoveno, že zúčastněná letadla, která budou vybrána do finále soutěže jako nejlépe vyhovující, musí být opatřena motory Walter Junior, ke kterým španělská vláda zakoupila od továrny Walter licenci. Z přihlášených prototypů, které se soutěže zúčastnily, vyhověly celkem tři podmínkám ministerstva. Jako první byl klasifikován samonosný dolnokřídlý jednoplošník G. P., jehož konstruktéry byli ing. Arturo Gonzales Gil a Jozé Pazó. Tento letoun byl v sérii 100 kusů ihned objednán. Druhou cenu obdržel dvouplošník E-34, vyrobený továrnou Hispano-Suiza z Guadalajary a třetí cena připadla na dvouplošník Adaro Chirta inženýra De Adaro, šéfa Technického odboru pro civilní letectví. Všechna tato letadla byla podle stanovené podmínky opatřena motory Walter-Junior 120 k a těmito motory budou opatřena rovněž i sériová letadla. Na počátku 30. let firma Walter vyexportovala do republikánského Španělska celkem osm řadových čtyřválců Walter Junior (105 k/77 kW) a jeden exemplář řadového čtyřválce Walter Major 4 (120 k/88 kW) pro model Gil-Pazó GP-4. Ve všech případech šlo o pohonné jednotky určené pro sportovní a školní letouny, kterými mimo González Gil-Pazó GP-1 také byly Hispano-Suiza E-34, Adaro Chirta a Loring X. Další letouny těchto typů byly osazeny ve Španělsku licenčně vyráběnými motory Walter Junior, čehož se "ujala" firma Ateliers Elizalde S.A. z Barcelony. Tato firma před vypuknutím španělské občanské války vyrobila ca. 150 motorů označených jako Elizalde J4.
Prvním letounem vyrobeným ze spolupráce Artura Gonzáleze Gil y Santibañez a José Pazóa Montes byl prototyp Gil-Pazo No. 1. První letoun GP-1 s motorem Walter Junior byl zaregistrován jako EC-VVV dne 11. května 1934 aeroklubem Aero Club de Espana (Arturo Gonzalez Gil).
Republikánské Španělsko objednalo u společnosti Aeronautica Industrial SA z Madridu (Carabanchel Alto) výrobu 100 letadel. Po vypuknutí občanské války, když se jednotky nacionalistů blížily k Madridu, se továrna přestěhovala do Alicante, odkud se ve spolupráci s Hispano-Suiza teprve začaly letouny dodávat. Bylo jich vyrobeno kolem 40.
Občanská válka, která rozdělila toto konstrukční duo Gil-Pazó, zabránila dokončit výrobu kompletní objednávky. Jako komunista zůstal Arturo Gil na straně republikánů a zemřel v horách Sierry de Guadarrama. José Pazó, naopak přilnul k nacionalistickým frankistům.

## Popis letounu
Byl to, stejně jako všechna letadla této dvojice konstruktérů Gil-Pazó, dolnokřídlý samonosný jednoplošník. Byl smíšené konstrukce, postaven ze dřeva a oceli s překližkovým potahem. Trup byl tvořen svařovanou ocelovou trubkovou konstrukcí, za kokpity byl potažen plátnem. Motor byl zakryt duralovým plechem. Kokpity byly v tandemovém uspořádání. Konvenční, kalhotový podvozek. Údajně byl tento stroj velmi podobný letounu Miles M.2 Hawk, který byl poháněn motorem A.D.C. Cirrus IIIA o výkonu 70 kW (95 k).

## Operační historie
Letouny byly využívány v republikánském letectvu jako výcviková letadla a létaly s označením EG. V republikánském letectvu byly používány letouny s označením EG-014 až EG-040 (13 strojů). Před občanskou válkou byly provedeny dva významné lety. V lednu 1936 zahájili piloti Ramón Torres a Carlos Coll svým rekordním letem z Barcelony do Agádíru (Maroko) ve dvoumístném GP-2 . Jednosedadlový GP-Especial pilotoval Lorenzo Richi v březnu 1936 z Madridu do Baty v tehdejší Španělské Guineji, průměrnou rychlostí 187 km/h.
Přibližně třicet GP-1 ze čtyřiceti v Alicante postavených bylo převzato nacionalistickými silami. Ty měly označení dle zařazení do Grupo 30 (lehká jednomotorová letadla). Po občanské válce byly letouny provozovány v Aviacion Nacional Espanola (Španělské národní letectvo), od listopadu 1939 - Ejercito del Aire (Letecké síly Španělského státu).
Po druhé světové válce minimálně 12 letounům řady GP byla obnovena imatrikulace ve španělském leteckém rejstříku. Tato letadla měla následující označení: EC-AAO (30-98), EC-AAP (30-125, EC-ADD), EC-AAQ (30-149), EC-BAM (30-126, EC-AFP), EC-BAN (30-97), EC-BAO (30-96, EC-AFO), EC-BAP (30-127), EC-BAQ (30-114, EC-AFZ), EC-BAR (30-115, EC-AGA), EC-BAS (EG-016, 30-120, EC-ADE, EC-ALE), EC-BAT (EG-020, 30-129, L.3-129), EC-CAH (30-153, EC-ACY), EC-CAM (30-155, EC-BEE), EC-VVV (30-119). Registrována byla pod ministerstvem letectví (Ministerio del Aire) a provozována byla španělskými aerokluby jako např. Aero Club de Zaragoza, Aero Club de Andalucia, Aero Club de Madrid, Aero Club de Barcelona, Aero Club de Santander atp. Z rejstříku byl jako poslední odepsán v srpnu 1954 letoun GP-1 imatrikulace EE-BAO (EC-AFO).
GP-2 měly imatrikulace EC-EEB, EC-FFF, EC-AAM. Poslední z nich EC-AAM byl odepsán z leteckého rejstříku v červenci 1957. Jediný GP-4 (EC-AAZ) poprvé zaregistrovaný v roce 1936 byl ve španělském civilním rejstříku až do července 1961.

## Varianty
- Gil-Pazo No. 1 - prototyp s motorem A.D.C. Cirrus
- GP-1: letoun s otevřenými kokpity, postaveno ca. 40 letounů s motorem Walter Junior
- GP-Especial: letoun s uzavřenou, jednomístnou kabinou vlastnil Lorenzo Richi (postupně EC-BEE, 30-158, L.3-158, EC-CAM) a EC-FFB (30-159 EC-AAM), později přestavěný na GP-2
- GP-2: letoun s uzavřenou kabinou pro dvoučlennou posádku, postaveny 2 letouny (EC-EEB, EC-FFF) s motorem de Havilland Gipsy Major o výkonu 97 kW (130 k)
- GP-4: turistický letoun se čtyřmístnou kabinou, postaven jeden letoun s motorem Walter Major 4 o výkonu 97 kW (130 k),[p 2] imatrikulován v roce 1936 (EC-AFM), v roce 1941 přeregistrován na EC-AAZ, se kterým létal až do 8. července 1961

## Uživatelé
- Španělská republika (Druhá španělská republika)
  - Letectvo Španělské republiky (Fuerzas Aéreas de la República Española)
- Frankistické Španělsko
  - Letecké síly Španělského státu (Ejército del Aire)
- Španělsko
  - Ministerstvo letectví (Ministerio del Aire), Španělské aerokluby

## Specifikace
Údaje pro GP-1 podle

### Technické údaje
- Osádka: 1 pilot
- Kapacita: 1 cestující nebo žák
- Rozpětí: 11,6 m
- Délka: 8,5 m
- Nosná plocha: 18,0 m2
- Plošné zatížení: 48,9 kg/m2
- Prázdná hmotnost: 525 kg
- Vzletová hmotnost: 880 kg
- Pohonná jednotka: 1 × vzduchem chlazený invertní čtyřválcový řadový motor Walter Junior
- Výkon pohonné jednotky:
  - Nominální, jmenovitý výkon: 77,2 kW (105 k) při 2000 ot/min
  - Maximální, vzletový výkon: 88,2 kW (120 k) při 2200 ot/min
- Vrtule: dvoulistá, dřevěná

### Výkony
- Maximální rychlost: 212 km/h
- Cestovní rychlost: 177 km/h
- Přistávací rychlost: 68 km/h
- Dostup: 7 500 m
- Dolet: 1 000 km
- Stoupavost: 4 min 45 s do 1000 m